# ¡Viva Madrid, que es mi pueblo!
¡Viva Madrid, que es mi pueblo! és una pel·lícula muda i en blanc i negre espanyola de 1928, dirigida per Fernando Delgado de Lara.

## Sinopsi
Les relacions entre l'estudiant Luis Romero (el matador Marcial Lalanda) i dues dones, la ingènua noia del seu poble (Carmen Viance), i la dona fatal (Celia Escudero), amant del famós torero Pepe Reyes (Alfonso Orozco). Seduït per la dona vel·leïtosa, Luis oblida els seus estudis i es dedica al toreig. La tarda de la seva alternativa, en un moment crucial de la feina, haurà de decidir si li fa un llevi al seu rival o el deixa a la mercè de les astes del brau.

## Repartiment
- Marcial Lalanda	...	Luís Romero
- Carmen Viance		...	Lucía Díaz
- Celia Escudero	...	Ana María
- Florencia Bécquer	...	Teresa
- Faustino Bretaño	...	Don Lolo

## Comentaris
El torero Marcial Lalanda va finançar i va protagonitzar la pel·lícula com a regal de noces per a la seva germana Rosa i el seu futur encunyat, l'actor Alfonso Orozco Romero, que figura com a titular de la productora. Algunes escenes d'una corrida de toros es van rodar a la plaça de Chinchón.